# 天主教聖伯多祿寶座個別教長管轄區
聖伯多祿寶座個別教長管轄區（英語：Personal Ordinariate of the Chair of Saint Peter），又譯聖伯多祿寶座個人教長區，是一個天主教的個別教長管轄區，其成員為美國和加拿大二國境內與天主教完全共融的聖公宗信徒，使他們得以在改宗天主教後保有聖公宗本身的傳統。作為個別教長管轄區它直屬於聖座，並由教宗指派同屬該傳統的神職人員擔任首長。
基於教宗本篤十六世於2009年發布的宗座憲令《聖公會的結合》（拉丁語：Anglicanorum coetibus），所提供的教會法源，該個別教長管轄區於2012年1月1日成立，是繼英格蘭及威爾斯的沃爾辛厄姆聖母個別教長管轄區後第二個此類團體。
個別教長管轄區在教會法上被視為有法人身分，擁有等同教區的地位。 此外個別教長管轄區教長亦是美國及加拿大雙方的天主教主教團成員。

## 歷史
美國在1980年代就有不少個別聖公宗牧區（相對於天主教的堂區）或神職人員選擇改宗天主教，而教宗若望·保祿二世亦以個別認同的方式，讓已婚的神職人員得以因特例成為天主教神父。2009年，教宗本篤十六世給予聖公宗中願意和天主教完全共融的神職人員及信徒一個正式的門徑，亦即由《聖公會的結合》宗座憲令所建立的個別教長管轄區制度。
在憲令發表後有不少美國及加拿大的聖公宗牧區公開表示了改宗的意願，如布萊登斯堡的聖路加牧區。 最後這些個別團體的意願經過多次的整合後，終於在2012年1月1日成立了第二個以個別教長管轄區身分運作的聖公宗習例天主教組織。
個別教長管轄區首任教長傑佛里·N·史廷森蒙席本身是一位前聖公宗主教，他在2007年改宗了天主教。由於他在改宗前已經有結婚了，因此他只能以特許的模式成為保有婚姻的天主教個別教長管轄區教神父。

## 聖若翰洗者總鐸區
此為一位於加拿大的聖伯多祿寶座個別教長管轄區其下的總鐸區，由理·肯揚（英語：Lee Kenyon）神父擔任總鐸。在2011年12月加拿大聖公會的理·肯揚神父帶領著他所管理的位於卡爾加里的聖史若翰牧區信眾們加入了天主教。而另一方面，2012年6月時，傳統聖公宗教會（一個獨立於普世聖公宗的教會）的加拿大分會安立甘大公教會（英語：Anglican Catholic Church）的伯多祿·威爾金森和卡爾·里德兩位主教也帶領他們的會眾們改宗天主教。傑佛里·史廷森蒙席提出成立一個總鐸區專門為加拿大的聖公宗改宗者提供一個合作的平台的建議，2012年12月7日聖若翰洗者總鐸區成立，而理·肯揚神父則成為首位個別教長管轄區的總鐸。

## 歷任教長
- 傑佛里·史廷森（英语：Jeffrey N. Steenson）蒙席（2012年1月1日至2016年2月2日）
- 斯德望·洛佩斯主教（2016年2月2日至今）

## 外部連結
- 天主教聖伯多祿寶座個別教長管轄區官方網站
- Text of the Anglicanorum coetibus apostolic constitution（页面存档备份，存于）
- Decree of Erection of the Personal Ordinariate of the Chair of Saint Peter （页面存档备份，存于），聖伯多祿寳座個別教長管轄區的成立文件。
- 在Catholic-Hierarchy.org上的Personal Ordinariate of the Chair of Saint Peter. 檢索日期於January 1, 2012
- 關於個別教長管轄區文獻 （页面存档备份，存于）